# Grand Prix de Suisse 1996
La 81e édition du Championnat de Zurich, appelé Grand Prix de Suisse cette année-là, a lieu le 25 août 1996. Remportée par l'Italien Andrea Ferrigato, de l'équipe Roslotto-ZG Mobili, elle est la huitième épreuve de la Coupe du monde.

## Classement final
| Pos. | Cycliste             | Équipe             | Temps           |
| ---- | -------------------- | ------------------ | --------------- |
| 1    | Andrea Ferrigato     | Roslotto-ZG Mobili | 5 h 51 min 52 s |
| 2    | Michele Bartoli      | MG Maglificio      | m.t.            |
| 3    | Johan Museeuw        | Mapei-GB           | m.t.            |
| 4    | Lance Armstrong      | Motorola           | m.t.            |
| 5    | Francesco Casagrande | Saeco-Estro        | m.t.            |
| 6    | Alessandro Baronti   | Panaria-Vinavil    | m.t.            |
| 7    | Frank Vandenbroucke  | Mapei-GB           | m.t.            |
| 8    | Fabio Baldato        | MG Maglificio      | + 11 s          |
| 9    | Maurizio Fondriest   | Roslotto-ZG Mobili | m.t.            |
| 10   | Laurent Jalabert     | Once               | m.t.            |